# Azathoth
Azathoth è un dio appartenente al Ciclo di Cthulhu ideato dallo scrittore Howard Phillips Lovecraft. Conosciuto anche come il Caos Primigenio o il Demone Sultano, Azathoth è il più antico e potente degli Dei Esterni e appare nei lavori di Lovecraft e August Derleth. 

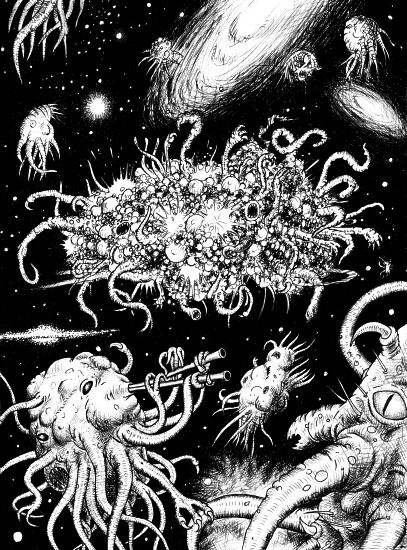
Azathoth

## Informazioni generali
Azathoth è il più potente degli Dei Esterni e viene descritto come «il dio cieco che gorgoglia e bestemmia al centro dell'Universo». Alcune leggende dicono che fu lui a dar vita all'universo. Un tempo il suo intelletto eguagliava il suo immenso potere, ma un qualche evento ha causato la distruzione della sua mente.
Ora farfuglia sul suo trono al centro dell'universo, in un luogo chiamato la Corte di Azathoth. Mentre Azathoth rimane in questo stato di incoscienza, il resto degli Dèi Esterni balla ininterrottamente per lui. Non è conosciuta né l'esatta natura di questa danza, né la ragione per cui viene messa in atto, ma si sospetta che sia per prevenire il risveglio del dormiente. Infatti, se Azathoth si risvegliasse, potrebbe ordinare la distruzione dell'universo, compito che spetterebbe a Nyarlathotep. O forse l'universo è solo un sogno di Azathoth e se lui si svegliasse esso cesserebbe semplicemente di esistere.
Normalmente Azathoth appare come una massa informe e caotica, anche se quando viene evocato assume spesso delle forme ben definite.
Si dice che sia una personificazione della forza nucleare debole, infatti la formula del De Vermis Mysteriis per evocare Azathoth richiede una gran quantità di materiale fissile.
Il nome di Azathoth ha un'influenza immensa sulle creature del Ciclo, e il suo nome segreto ne ha ancora di più.

## Azathoth nella letteratura

### H. P. Lovecraft
Azathoth viene citato per la prima volta in una nota scritta come promemoria da Lovecraft nel 1919; la nota reca semplicemente la dicitura "AZATHOTH - hideous name" (trad. "AZATHOTH - nome orribile"). Robert M. Price, un importante studioso di Lovecraft, suggerisce che lo scrittore potrebbe aver ideato il nome della divinità mescolando le parole "Anathoth" (città natale di Geremia, come indicato nella Bibbia) e "Azazel" (un demone del deserto già menzionato ne L'orrore di Dunwich).
Price ritiene che Lovecraft abbia trovato l'ispirazione per creare Azathoth nell'opera di Lord Dunsany intitolata The Gods of Pegana: in questo scritto appare Mana-Yood-Sushai, il dio supremo che ha creato l'universo e tutti gli altri dei. Nell'idea di Dunsany, Mana-Yood-Sushai è eternamente addormentato, cullato dalla musica delle altre divinità, poiché se si dovesse svegliare distruggerebbe tutto ciò che ha creato. Le similitudini con l'Azathoth lovecraftiano sono piuttosto evidenti.
Azathoth sarebbe dovuto apparire inizialmente in un romanzo omonimo, iniziato da Lovecraft nel 1922 ma mai completato; l'unica parte scritta venne pubblicata come racconto breve nel 1938, con il medesimo titolo. Alla ricerca del misterioso Kadath (1927) è il primo racconto compiuto in cui Lovecraft menziona Azathoth. Lovecraft fa riferimento ad Azathoth anche in Colui che sussurrava nelle tenebre (1931) e ne La casa delle streghe (1932), mentre in La cosa sulla soglia (1933), il protagonista Edward Pickman Derby raccoglie alcune sue poesie in un'antologia intitolata Azathoth e altri orrori.

L'ultimo evidente riferimento ad Azathoth nei lavori di Lovecraft si trova ne L'abitatore del buio (1935), in cui troviamo scritto: 

## Il Ciclo di Azathoth
Nel 1995 la casa editrice Chaosium ha pubblicato Il ciclo di Azathoth, un'antologia dei Miti di Cthulhu focalizzata sulle opere in cui compare il dio. Robert McNair Price ha curato questa raccolta, che include una sua introduzione e i seguenti lavori di altri autori:
- Azathoth di Edward Pickman Derby
- Azathoth in Arkham di Peter Cannon
- The Revenge of Azathoth di Peter Cannon
- The Pit of the Shoggoths di Stephen M. Rainey
- Hydra di Henry Kuttner
- The Madness Out of Time di Lin Carter
- The Insects from Shaggai di Ramsey Campbell
- The Sect of the Idiot di Thomas Ligotti
- The Throne of Achamoth di Richard L. Tierney e Robert M. Price
- The Last Night of Earth di Gary Myers
- The Daemon-Sultan by Donald R. Burleson
- Idiot Savant di C. J. Henderson
- The Space of Madness di Stephen Studach
- The Nameless Tower di John Glasby
- The Plague Jar di Allen Mackey
- The Old Ones' Promise of Eternal Life di Robert M. Price

## Nella cultura di massa
- Nel videogioco World of Warcraft il nome del principale mondo sul quale si svolge gran parte del gioco si chiama Azeroth ispirato alla mitologia lovecraftiana (così come gli dei antichi presenti nel gioco e molti altri elementi)
- Trey Azagthoth è il nome d'arte di George Emmanuel III, che ha fondato la band death metal dei Morbid Angel.
- La band black metal/death Metal nota come Azathoth ha tratto ampiamente ispirazione dal lavoro di Lovecraft per l'album omonimo che ha pubblicato.
- Nel gioco Persona 2: Eternal Punishment, Azathoth è uno dei personaggi utilizzabili.
- Nel gioco Persona 5 Royal, Azathoth è la Persona iniziale del boss finale.
- La band rock/dub Blind Idiot God (trad. "Dio Cieco Idiota") prende il suo nome da una delle tipiche descrizioni di Azathoth.
- La band death metal Nile ha inciso una canzone intitolata As He Creates, So He Destroys (trad. "Come Egli crea, così distrugge"), contenuta nell'album Ithyphallic, che prende ampiamente ispirazione dai Miti di Cthulhu in generale.
- Giygas, il boss finale di EarthBound, trae forte ispirazione da Azathoth: si presenta come una vorticante massa incorporea e viene chiamato un "idiota onnipotente" da uno dei personaggi.
- Nel secondo episodio della seconda stagione di Helluva Boss “Seeing Stars”, Stolas menziona delle specie di meteoriti chiamati “Lacrime di Azathoth” (in inglese Azathoth’s Tears).